# Светлана Герасименко
Светлана Ивановна Герасименко (на украински: Світлана Іванівна Герасименко) е съветски, украински и таджикски астроном, съоткривателка (заедно с Клим Чурюмов) на кометата 67P/Чурюмов-Герасименко.

## Биография
Родена е на 23 февруари 1945 година в градчето Баришивка, Киевска област, Украйна. Завършва астрономия в Киевския университет и става аспирантка.
През 1969 г., заедно с Клим Чурюмов, заминава на експедиция в обсерваторията на Астрофизическия институт в Алма Ата, Казахстан, където изучава комети с 50-сантиметров телескоп. На серия от снимки на изследваната от тях комета 32P/Комас Сола откриват нова комета, която, според традицията, получава името на откривателите си: 67P/Чурюмов-Герасименко (67P/Churyumov-Gerasimenko).
По-късно, през 1973 г. приема предложението на Астрофизическия институт към Таджикската академия на науките в Душанбе, където работи и до днес. Занимава се основно с наблюдение и изучаване на комети.
Откритата от Светлана Герасименко комета става интересна с това, че е определена като цел на мисията Розета, организирана и финансирана от ЕКА. Космическият апарат Розета е изстрелян с помощта на ракета-носител през 2004 г. от космодрума Куру във Френска Гвиана и достига целта си през ноември 2014, когато влиза в стабилна орбита около кометата. От Розета се отделя спускаемият апарат Фѝле, който успешно каца върху кометата на 12 ноември 2014 г. Това е първият изкуствен апарат, кацнал върху комета. Научната апаратура предава снимки и събира ценна информация от повърхността на кометата като химически състав, наличие на органични съединения, температура и др.